# Zali Log
Zali Log je gručasta vas v Občini Železniki.
Ime vasi izhaja iz besede zel (slab, grd), saj je dolina v kateri se nahaja vas
tesna s strmimi bregovi in malo obdelovalne zemlje. Hiše v gručasti vasi in veliki dvojni kozolci z zidanimi stebri imajo povečini še značilne skriljaste
strehe. Skriljavec so pridobivali v bližnjem kamnolomu nad vasjo. V vasi stoji cerkev Marije Vnebovzete iz 19. stoletja.